# Basiliano
Basiliano là một đô thị ở tỉnh Udine trong vùng Friuli-Venezia Giulia thuộc Ý, có cự ly khoảng 70 km về phía tây bắc của Trieste và khoảng 12 km về phía tây nam của Udine. Tại thời điểm ngày 31 tháng 12 năm 2004, đô thị này có dân số 5.029 người và diện tích là 42,9 km².
Đô thị Basiliano có các frazioni (đơn vị cấp dưới, chủ yếu là các làng) Basagliapenta, Blessano, Orgnano, Variano, Villaorba, và Vissandone.
Basiliano giáp các đô thị: Campoformido, Codroipo, Fagagna, Lestizza, Martignacco, Mereto di Tomba, Pasian di Prato, Pozzuolo del Friuli.